# قلعه حاجی محمدآقا صدیق
قلعه حاجی محمدآقا صدیق یک روستا در ایران است که در دهستان حومه (شاهرود) واقع شده‌است.